# 심장천식
심장 천식(心臟喘息, Cardiac asthma)은 근본적인 울혈성 심부전(CHF)과 관련된 간헐적인 쌕쌕거림, 기침 및 숨가쁨의 의학적 상태이다. 심장 천식의 증상은 CHF 환자의 혈액을 효과적이고 효율적으로 펌핑할 수 없는 심장의 무능력과 관련이 있다. 이로 인해 폐 안팎에 체액이 축적되어(폐 울혈) 혈액에 산소를 공급하는 폐의 기능이 방해받을 수 있다.
심장천식은 기관지 천식과 유사한 증상을 나타내지만 염증의 발생원이 없다는 점에서 구별된다. 증상의 유사성 때문에 심장 천식과 기관지 천식의 진단은 완전한 심장 검사와 폐 기능 검사에 의존한다.
치료는 심장 기능 개선, 혈중 산소 포화도 수준 유지, 총 체수분량 및 분배 안정화에 중점을 둔다.

## 같이 보기
- 호흡곤란